# Necolio sugiharai
Necolio sugiharai är en stekelart som först beskrevs av Tohru Uchida 1932.  Necolio sugiharai ingår i släktet Necolio och familjen brokparasitsteklar. Inga underarter finns listade i Catalogue of Life.